# АСЧ-03 «Чернігів»
АСЧ-03 «Чернігів» — автобус на дерев'яному каркасі, що випускався Чернігівським заводом спеціального автотранспорту з 1976 по 1998 рік.

## Історія створення
Розроблений на основі конструкції автобуса АСЧ-02, який замінив у виробництві з 1976 року. Технологія виробництва нової версії автобуса змінилася мало. Каркас автобуса залишався дерев'яним, єдиною зовнішньою зміною можна вважати відсутність трикутних вікон і вентиляція салону над вітровим склом. Кількість вироблених автобусів збільшилася в порівнянні з попередньою версією і складало 18 автобусів на місяць.
У 1976 році завод почав випускати автобуси з металевим каркасом з труб. Введення металевого каркаса змінив зовнішній вигляд автобуса. Серед іншого задні вікна АСЧ-03 на металевому каркасі стали схожі з лобовим, зникла вентиляція, решітка радіатора стала прямокутною. Виробництво зросло спочатку до 50 автобусів на місяць, а вже через рік до 100.
У 1983 році після атестації виробництва для зниження собівартості автобуса провели модернізацію корпусу, яка привела до невеликої зміни зовнішнього вигляду автобусів. В цьому ж році для збройних сил в Угорщині міністерством оборони було замовлено велика кількість автобусів цього типу.
Наступний етап модернізації виробництва привів до зменшення товщини металевого корпусу з 1 мм на 0,7 мм. Завдяки цій зміні стало можливим бічне штампування на корпусі автобуса, яка змінила зовнішній вигляд автобуса. Їх випуск як пасажирські, так і вантажні автобуси.
У 1980-х роках модель АСЧ-03 виробляв ще один завод в УРСР - Запорізький експериментальний завод транспортних засобів (ЗЕЗТС). На стику 80х і 90х років ЗЕЗТС зняв з виробництва чернігівську модель та почав виробляти свою власну модель ТС-3965.
Після приватизації в 1997 році завод випустив новий варіант автобуса АСЧ-03-98 на 24 пасажирських місця з дизельним двигуном. Цей варіант автобуса відрізнявся панорамними вікнами і поліпшеним салоном і був відзначений дипломом на міжнародній виставці в 1998 році. Виробництво автобуса було припинено в тому ж, 1998 році, і завод перейшов на виробництво фургонів.

## Автотранспорт на базі АСЧ-03
На базі АСЧ-03 з дерев'яним корпусом були побудовані вантажопасажирські фургони ТОМЗ-66, які призначалися для перевезення кінооператорів і обладнання. За класифікацією автобази «Мосфільму» вони називалися «ГАЗ-53-Камерваген». Інший подібний спецавтомобіль мав назву «Газ-53-Піротехніка» та призначався для перевезення піротехнічних засобів і зброї, які використовуються при кінозйомках. Також на базі АСЧ-03 були створені УПАЗ-66, пересувні студії звукозапису і пересувні кінопроєкційні установки.
На початку 70-х років XX століття був створений зразок автобуса АСЧ-04. АСЧ-04 був суцільнометалевим і повинен був прийти на зміну застарілому АСЧ-03 з дерев'яним корпусом. У серію АСЧ-04 не вийшов, але послужив прототипом АСЧ-03 з металевим корпусом. Також АСЧ-04 послужив прототипом більш ніж 12 модифікацій для вантажопасажирського транспорту: ТОМ — для перевезення кінооператорів і обладнання, АСТ — для перевезення світлотехнічного обладнання, БАП-2 — для перевезення піротехніки, АОП — для перевезення зброї та піротехніки та інші.
Також АСЧ-03 був в окремих випадках модифікований в фургон з термокузовом «Тюлень» з двома спальними місцями і «Морж» без спальних місць, косметичний та стоматологічний кабінети. Також АСЧ-03 використовувався дорожниками. Існували також подовжені версії АСЧ-03 на 26 пасажирських місць.

## Галерея

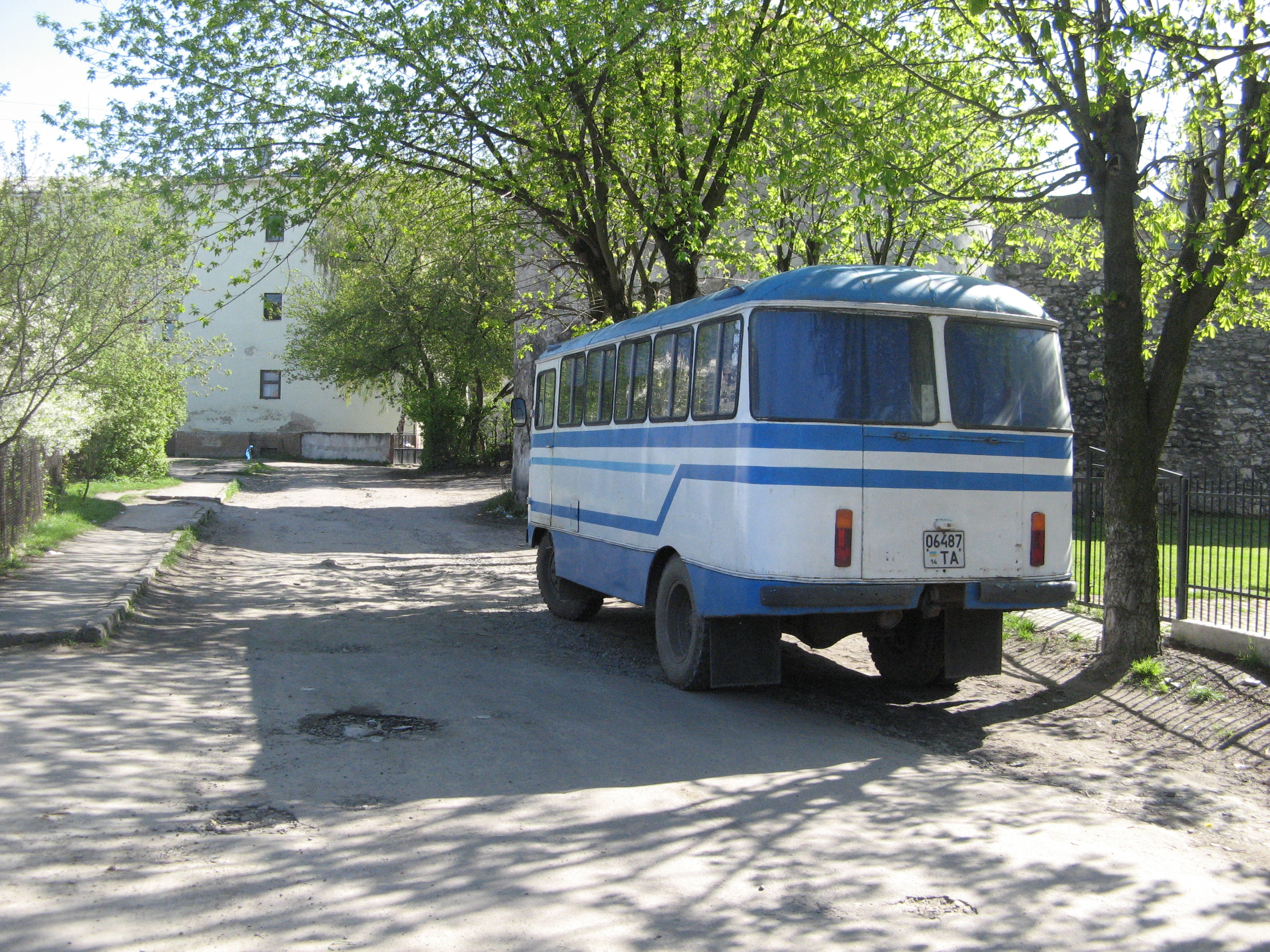
Автобус АСЧ-03 у Жовкві
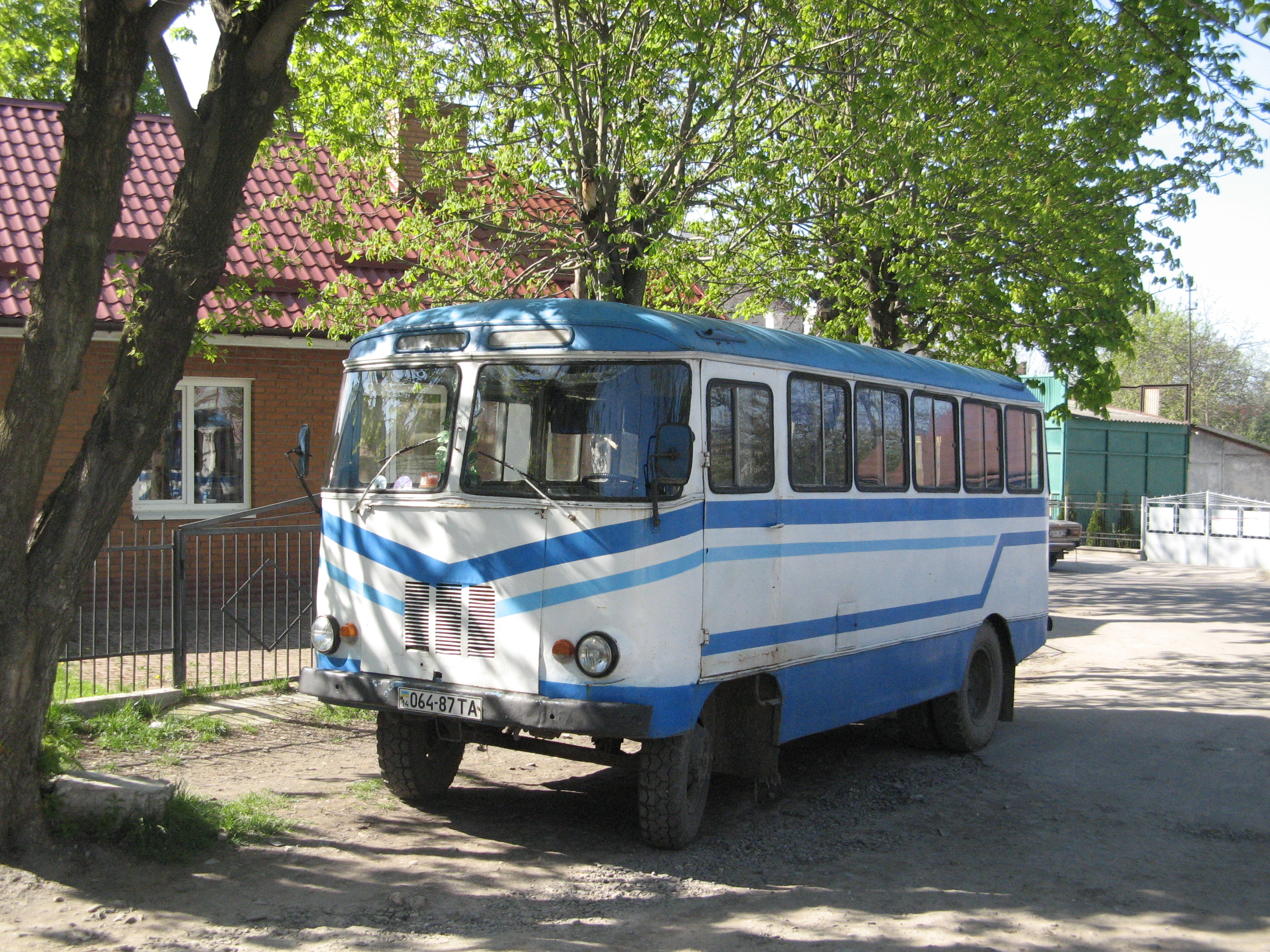
Автобус АСЧ-03 у Жовкві
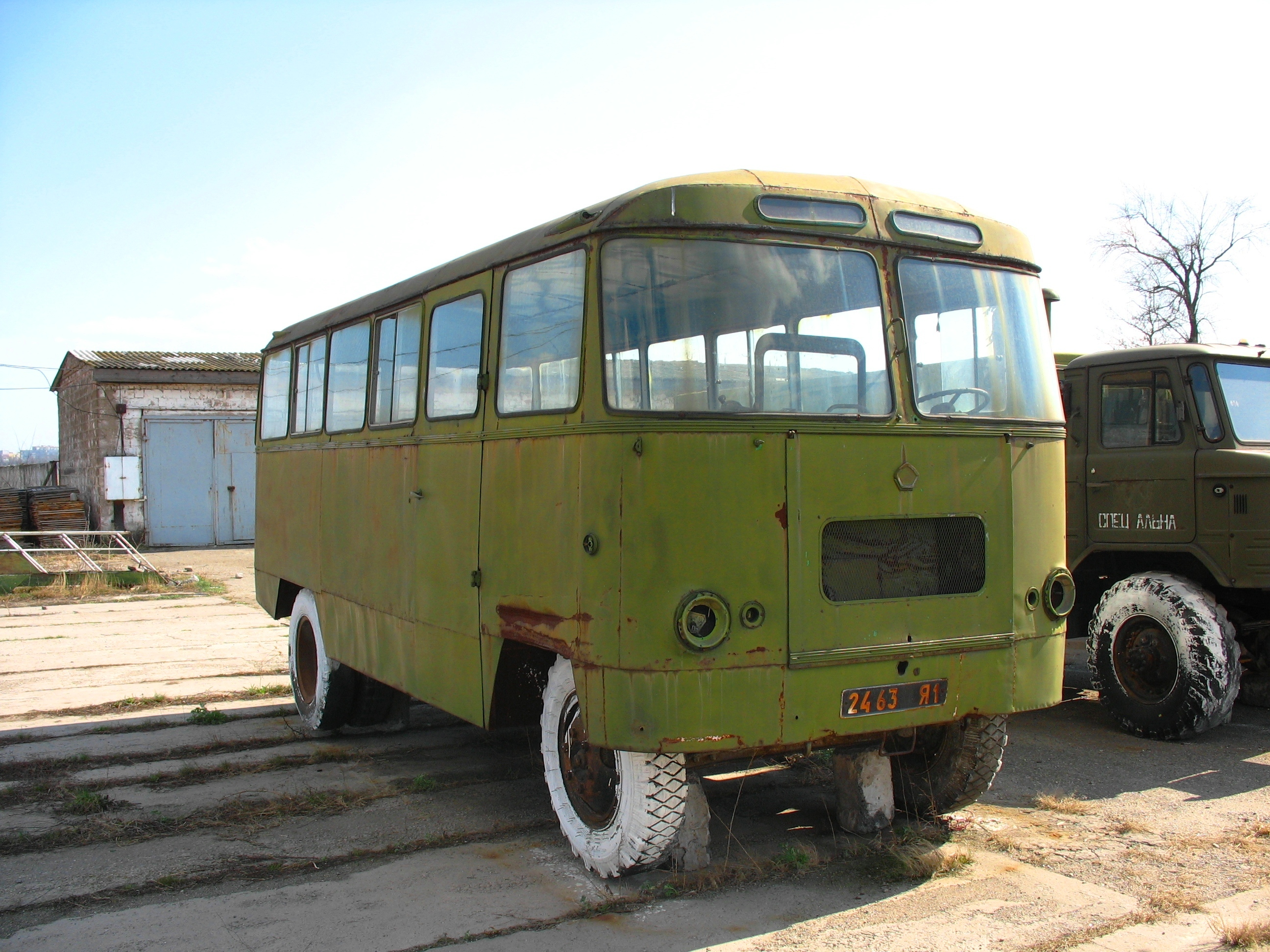
Автобус АСЧ-03 у армії
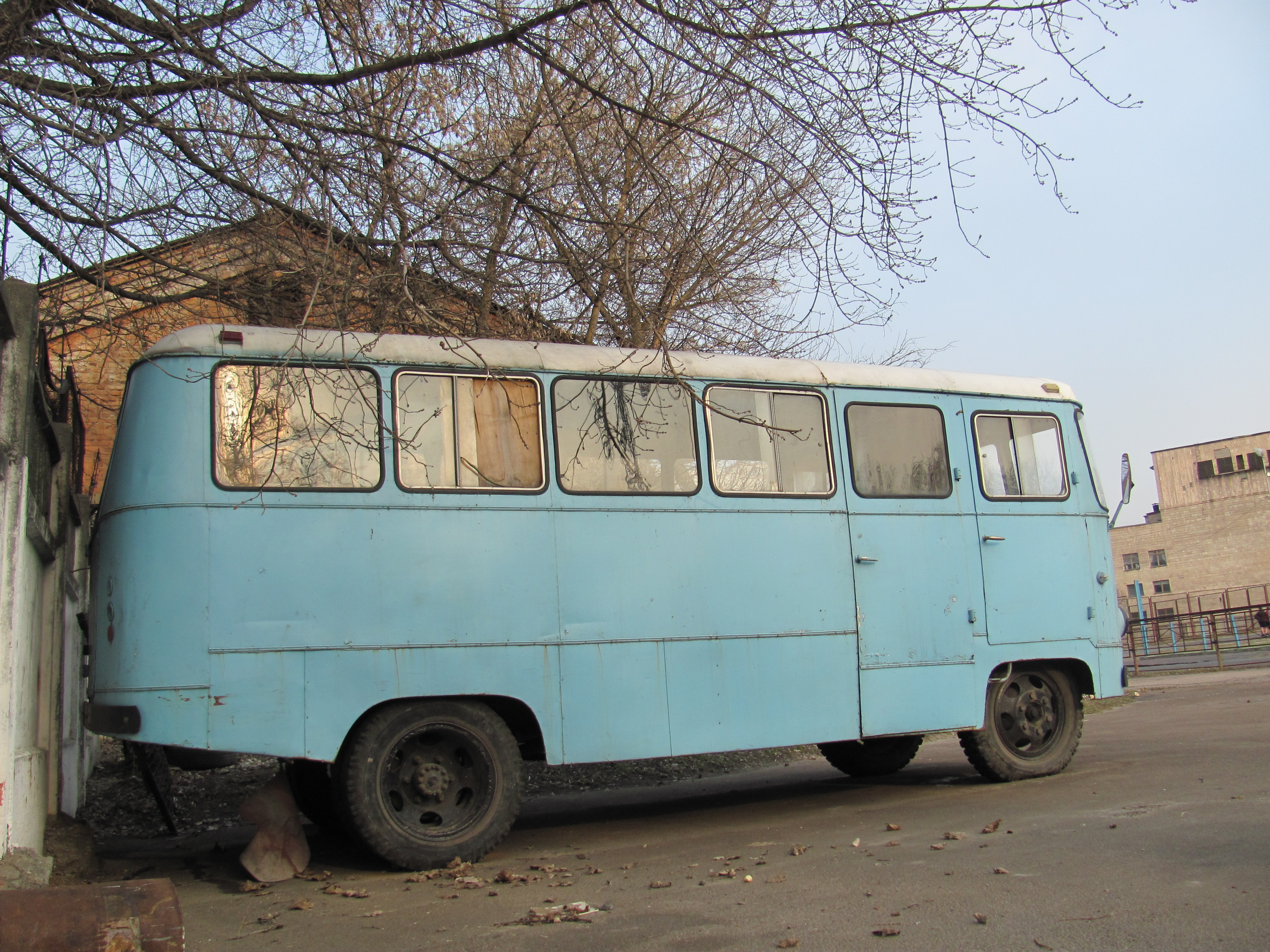
АСЧ-03, вид з правого боку
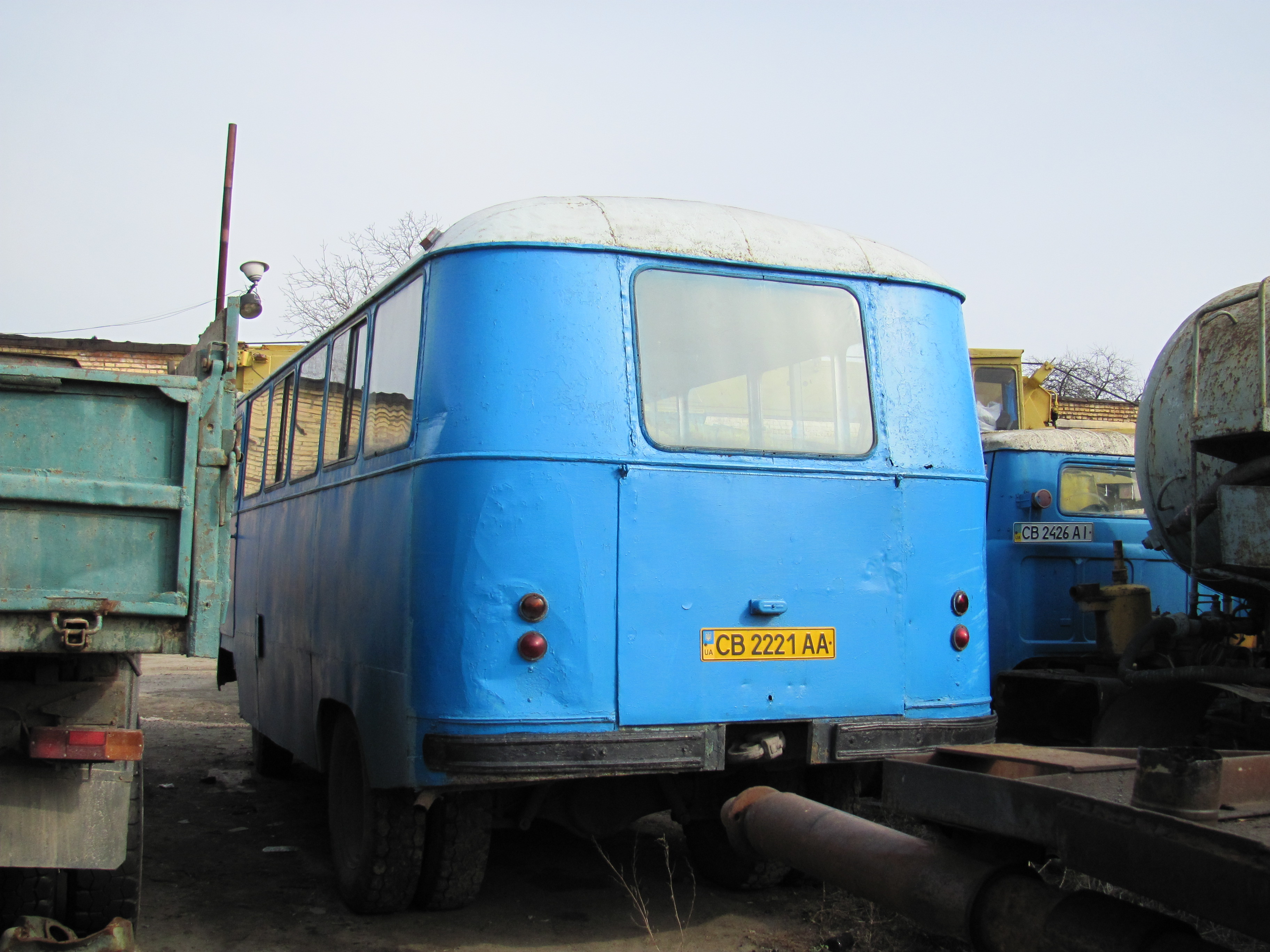
Здешевлена модель АСЧ-03 з одним вікном у задній частині кузова
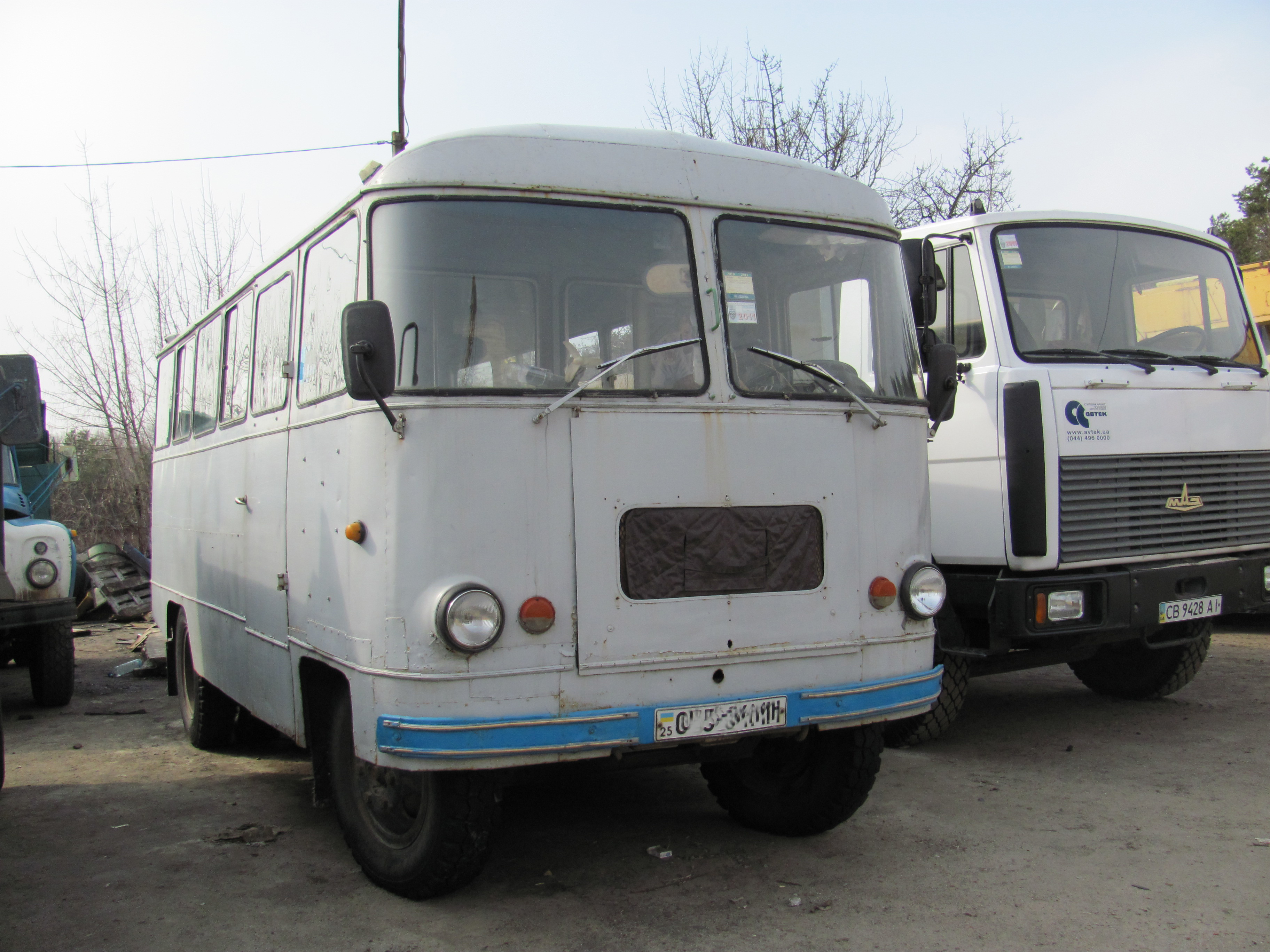
Автобус АСЧ-03
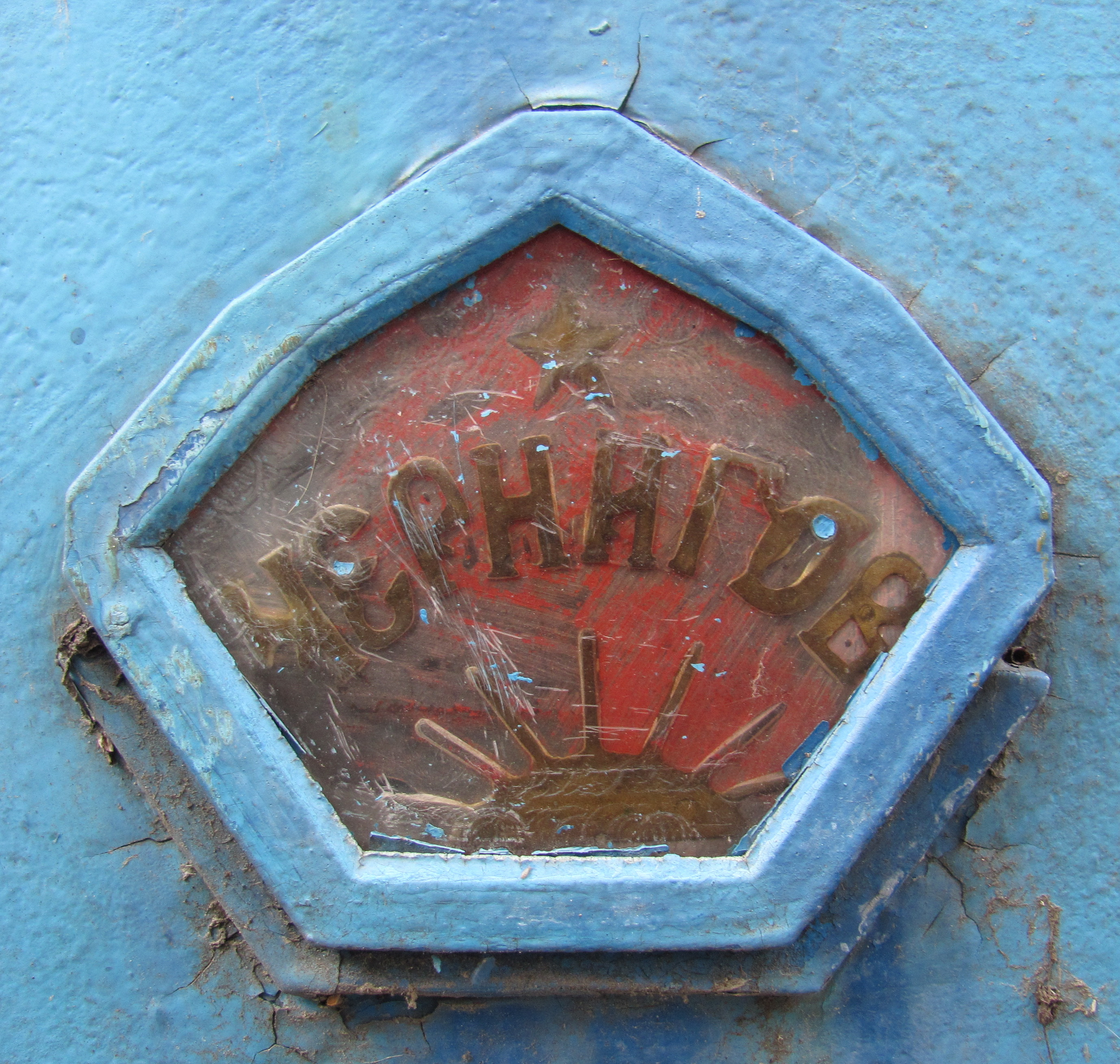
АСЧ-03 лого